# Benoît Joachim
Pour les articles homonymes, voir Joachim.
Benoît Joachim est un coureur cycliste luxembourgeois, né le 14 janvier 1976 à Luxembourg,.

## Biographie
Il devient professionnel en 1998 au sein de l'équipe tchèque ZVVZ-DLD. En 2009, après plusieurs passages à l'étranger, il revient au Luxembourg et signe pour la formation Continental Team Differdange. Il n'est pas conservé en 2010 par l'équipe.

## Palmarès

### Palmarès amateur
- 1991
  -  Champion du Luxembourg sur route débutants[2]
- 1992
  -  Champion du Luxembourg sur route débutants[2]
- 1993
  -  Champion du Luxembourg sur route juniors
- 1994
  - 2e de Liège-La Gleize
  - 2e du championnat du Luxembourg sur route juniors
- 1997
  - 4e étape du Tour de Seine-et-Marne (contre-la-montre)[2]

### Palmarès professionnel
- 1998
  - 5e étape du Tour de l'Avenir
- 1999
  - 3e étape du Prudential Tour
  - 2e du championnat du Luxembourg sur route
  - 2e du championnat du Luxembourg du contre-la-montre
  - 2e du Prudential Tour
- 2000
  -  Champion du Luxembourg sur route
  - 2e du Tour de Luxembourg
- 2001
  - 2e du championnat du Luxembourg sur route
- 2003
  -  Champion du Luxembourg sur route
- 2004
  -  Champion du Luxembourg du contre-la-montre
  - 1re étape du Tour d'Espagne (contre-la-montre par équipes)
  - 3e du championnat du Luxembourg sur route
- 2006
  -  Champion du Luxembourg du contre-la-montre
- 2007
  -  Champion du Luxembourg sur route
- 2008
  - 2e du championnat du Luxembourg sur route
  - 3e du championnat du Luxembourg du contre-la-montre

## Résultats sur les grands tours

### Tour de France
2 participations
- 2000 : 92e
- 2002 : 89e

### Tour d'Italie
3 participations
- 2005 : 107e
- 2006 : 83e
- 2007 : 99e

### Tour d'Espagne
6 participations
- 1999 : abandon (12e étape)
- 2001 : 42e
- 2003 : 59e
- 2004 : 57e, vainqueur de la 1re étape (contre-la-montre par équipes),  maillot or pendant 2 jours
- 2005 : non-partant (13e étape)
- 2006 : 66e